# Sport-Verein Werder von 1899 1982-1983
Questa voce raccoglie le informazioni riguardanti il Sport-Verein Werder von 1899 nelle competizioni ufficiali della stagione 1982-1983.

## Stagione
Nella stagione 1982-1983 il Werder Brema, allenato da Otto Rehhagel, concluse il campionato di Bundesliga al 2º posto. In Coppa di Germania il Werder Brema fu eliminato al secondo turno dall'Amburgo. In Coppa UEFA il Werder Brema fu eliminato agli ottavi di finale dal Dundee Utd.

## Rosa
| N. |                     | Ruolo | Calciatore       |
| -- | ------------------- | ----- | ---------------- |
|    | Germania (bandiera) | P     | Dieter Burdenski |
|    | Germania (bandiera) | P     | Klaus Funk       |
|    | Germania (bandiera) | D     | Klaus Fichtel    |
|    | Germania (bandiera) | D     | Rigobert Gruber  |
|    | Germania (bandiera) | D     | Martin Haskamp   |
|    | Germania (bandiera) | D     | Karl-Heinz Kamp  |
|    | Germania (bandiera) | D     | Jonny Otten      |
|    | Germania (bandiera) | D     | Thomas Schaaf    |
|    | Germania (bandiera) | C     | Uwe Bracht       |
|    | Germania (bandiera) | C     | Günter Hermann   |

| N. |                     | Ruolo | Calciatore       |
| -- | ------------------- | ----- | ---------------- |
|    | Germania (bandiera) | C     | Norbert Meier    |
|    | Germania (bandiera) | C     | Benno Möhlmann   |
|    | Giappone (bandiera) | C     | Yasuhiko Okudera |
|    | Germania (bandiera) | C     | Wolfgang Sidka   |
|    | Germania (bandiera) | C     | Norbert Siegmann |
|    | Germania (bandiera) | A     | Michael Böhnke   |
|    | Germania (bandiera) | A     | Frank Neubarth   |
|    | Germania (bandiera) | A     | Uwe Reinders     |
|    | Germania (bandiera) | A     | Rudi Völler      |

## Organigramma societario
Area tecnica
- Allenatore: Otto Rehhagel
- Allenatore in seconda:
- Preparatore dei portieri:
- Preparatori atletici:

## Calciomercato

### Sessione estiva
| Acquisti | Acquisti       | Acquisti          | Acquisti |
| R.       | Nome           | da                | Modalità |
| -------- | -------------- | ----------------- | -------- |
| A        | Frank Neubarth | Concordia Amburgo |          |
| C        | Wolfgang Sidka | Monaco 1860       |          |
| A        | Rudi Völler    | Monaco 1860       |          |

| Cessioni | Cessioni          | Cessioni          | Cessioni |
| R.       | Nome              | a                 | Modalità |
| -------- | ----------------- | ----------------- | -------- |
| A        | Uwe Behrens       | Arminia Hannover  |          |
| A        | Klaus-Dieter Jank | Kickers Stoccarda |          |
| A        | Erwin Kostedde    | Osnabrück         |          |
| C        | Pasi Rautiainen   | Arminia Bielefeld |          |

### Sessione invernale
| Acquisti | Acquisti | Acquisti | Acquisti |
| R.       | Nome     | da       | Modalità |
| -------- | -------- | -------- | -------- |

| Cessioni | Cessioni | Cessioni | Cessioni |
| R.       | Nome     | a        | Modalità |
| -------- | -------- | -------- | -------- |

## Risultati

### Bundesliga

#### Girone di andata
| Arbitro: | Pauly |

|                  |           |  |
| Pfaff 43’ (aut.) | Marcatori |  |

| Arbitro: | Roth |

|            |           |           |
| Jakobs 21’ | Marcatori | 5’ Völler |

| Arbitro: | Brehm |

|                 |           |  |
| Völler 11’, 62’ | Marcatori |  |

| Arbitro: | Risse |

|                                           |           |                     |
| Six 5’, 54’ Sigurvinsson 31’ Ohlicher 88’ | Marcatori | 74’ (rig.) Reinders |

| Arbitro: | Eschweiler |

|                           |           |          |
| Völler 12’, 34’ Meier 40’ | Marcatori | 86’ Mohr |

| Arbitro: | Huster |

|                          |           |          |
| Littbarski 2’ Allofs 12’ | Marcatori | 8’ Meier |

| Arbitro: | Assenmacher |

|                                 |           |  |
| Sidka 2’ Neubarth 36’ Meier 76’ | Marcatori |  |

| Dortmund 2 ottobre 1982, ore 15:30 CET 8ª giornata | Borussia Dortmund | 0 – 0 referto | Werder Brema | Westfalenstadion (22 200 spett.)\| Arbitro: \| Theobald \| |
| Arbitro:                                           | Theobald          |               |              |                                                            |

| Arbitro: | Walz |

|                                                    |           |  |
| Siegmann 64’ Neubarth 75’ Okudera 81’ Möhlmann 86’ | Marcatori |  |

| Arbitro: | Ahlenfelder |

|                                  |           |  |
| Botteron 72’ Weyerich 75’ (rig.) | Marcatori |  |

| Arbitro: | Retzmann |

|                            |           |           |
| Zavišić 50’ Keute 62’, 66’ | Marcatori | 48’ Meier |

| Arbitro: | Niebergall |

|                         |           |                           |
| Völler 40’ Siegmann 90’ | Marcatori | 16’ Wenzel 90’ Eðvaldsson |

| Arbitro: | Wahmann |

|             |           |                      |
| Günther 59’ | Marcatori | 30’ Sidka 43’ Gruber |

| Arbitro: | Tritschler |

|                                     |           |          |
| Möhlmann 6’ Siegmann 39’ Völler 74’ | Marcatori | 27’ Waas |

| Arbitro: | Engel |

|               |           |                        |
| Rautiainen 5’ | Marcatori | 25’ Völler 57’ Okudera |

| Arbitro: | Stäglich |

|                                     |           |  |
| Pahl 3’ (aut.) Völler 32’ Sidka 79’ | Marcatori |  |

| Arbitro: | Hontheim |

|            |           |                        |
| Lameck 27’ | Marcatori | 65’ Okudera 72’ Völler |

#### Girone di ritorno
| Arbitro: | Pauly |

|            |           |            |
| Hoeneß 23’ | Marcatori | 83’ Völler |

| Arbitro: | Messmer |

|                                      |           |                        |
| Völler 41’ Neubarth 45’ Möhlmann 65’ | Marcatori | 49’ Bastrup 87’ Jakobs |

| Arbitro: | Föckler |

|           |           |                         |
| Reich 60’ | Marcatori | 67’ Völler 68’ Neubarth |

| Arbitro: | Risse |

|                                         |           |                   |
| Sidka 10’ (rig.) Meier 15’ Neubarth 63’ | Marcatori | 59’, 61’ Reichert |

| Arbitro: | Uhlig |

|  |           |          |
|  | Marcatori | 1’ Meier |

| Arbitro: | Ermer |

|                  |           |             |
| Sidka 54’ (rig.) | Marcatori | 43’ Fischer |

| Arbitro: | Schmidhuber |

|                      |           |           |
| Wolf 16’ Nilsson 19’ | Marcatori | 43’ Meier |

| Arbitro: | Brückner |

|                                       |           |                                     |
| Völler 12’ Okudera 33’ Meier 54’, 72’ | Marcatori | 44’ (rig.) Rüssmann 82’ Burgsmüller |

| Arbitro: | Niebergall |

|  |           |                       |
|  | Marcatori | 12’ Gruber 37’ Völler |

| Arbitro: | Huster |

|                                          |           |                         |
| Völler 31’ Reinders 33’ (rig.) Meier 45’ | Marcatori | 71’ Dreßel 78’ Weyerich |

| Arbitro: | Wippker |

|                                                               |           |  |
| Reinders 15’, 28’ (rig.) Schaaf 21’ Sidka 57’ Völler 74’, 79’ | Marcatori |  |

| Arbitro: | Brehm |

|               |           |                                            |
| Fach 50’, 79’ | Marcatori | 12’, 42’, 63’ Völler 45’ Gruber 83’ Bracht |

| Arbitro: | Dellwing |

|                                     |           |  |
| Reinders 12’ Möhlmann 66’ Sidka 85’ | Marcatori |  |

| Arbitro: | Neuner |

|          |           |              |
| Vöge 27’ | Marcatori | 84’ Möhlmann |

| Arbitro: | Gabor |

|                                                                   |           |           |
| Möhlmann 4’ Völler 32’ Reinders 51’ (rig.) Neubarth 76’ Meier 88’ | Marcatori | 65’ Geils |

| Arbitro: | Stäglich |

|  |           |              |
|  | Marcatori | 30’ Reinders |

| Arbitro: | Klauser |

|                                      |           |                         |
| Völler 17’ Reinders 49’ Siegmann 74’ | Marcatori | 13’ Schreier 62’ Krella |

### Coppa di Germania
| Arbitro: | Neuner |

|             |           |                                           |
| Anderer 79’ | Marcatori | 25’, 57’ Völler 69’ Reinders 82’ Möhlmann |

| Arbitro: | Föckler |

|                               |           |                      |
| Hrubesch 22’ Bastrup 49’, 52’ | Marcatori | 15’ Schaaf 85’ Otten |

### Coppa UEFA
| Arbitro: | Aladrén |

|              |           |                                   |
| Krautzig 90’ | Marcatori | 33’ Meier 56’ Reinders 62’ Völler |

| Arbitro: | Thomas |

|  |           |                               |
|  | Marcatori | 69’ Conrad 85’ (rig.) Andrich |

| Arbitro: | Rion |

|                       |           |  |
| Meier 44’ Okudera 63’ | Marcatori |  |

| Arbitro: | McKnight |

|                           |           |                                                |
| Wåhlström 71’ Arnberg 89’ | Marcatori | 12’, 47’, 61’ Völler 20’, 87’ Meier 24’ Gruber |

| Arbitro: | Fahnler |

|                     |           |           |
| Milne 15’ Narey 83’ | Marcatori | 65’ Meier |

| Arbitro: | Krchňák |

|            |           |            |
| Völler 48’ | Marcatori | 3’ Hegarty |

## Statistiche

### Statistiche di squadra
| Competizione      | Punti | In casa | In casa | In casa | In casa | In casa | In casa | In trasferta | In trasferta | In trasferta | In trasferta | In trasferta | In trasferta | Totale | Totale | Totale | Totale | Totale | Totale | DR  |
| Competizione      | Punti | G       | V       | N       | P       | Gf      | Gs      | G            | V            | N            | P            | Gf           | Gs           | G      | V      | N      | P      | Gf     | Gs     | DR  |
| ----------------- | ----- | ------- | ------- | ------- | ------- | ------- | ------- | ------------ | ------------ | ------------ | ------------ | ------------ | ------------ | ------ | ------ | ------ | ------ | ------ | ------ | --- |
| Bundesliga        | 52    | 17      | 15      | 2       | 0       | 52      | 16      | 17           | 8            | 4            | 5            | 24           | 22           | 34     | 23     | 6      | 5      | 76     | 38     | +38 |
| Coppa di Germania | -     | 0       | 0       | 0       | 0       | 0       | 0       | 2            | 1            | 0            | 1            | 6            | 4            | 2      | 1      | 0      | 1      | 6      | 4      | +2  |
| Coppa UEFA        | -     | 3       | 1       | 1       | 1       | 3       | 3       | 3            | 2            | 0            | 1            | 10           | 5            | 6      | 3      | 1      | 2      | 13     | 8      | +5  |
| Totale            | 52    | 20      | 16      | 3       | 1       | 55      | 19      | 22           | 11           | 4            | 7            | 40           | 31           | 42     | 27     | 7      | 8      | 95     | 50     | +45 |

### Andamento in campionato
| Giornata  | 1 | 2 | 3 | 4 | 5 | 6 | 7 | 8 | 9 | 10 | 11 | 12 | 13 | 14 | 15 | 16 | 17 | 18 | 19 | 20 | 21 | 22 | 23 | 24 | 25 | 26 | 27 | 28 | 29 | 30 | 31 | 32 | 33 | 34 |
| --------- | - | - | - | - | - | - | - | - | - | -- | -- | -- | -- | -- | -- | -- | -- | -- | -- | -- | -- | -- | -- | -- | -- | -- | -- | -- | -- | -- | -- | -- | -- | -- |
| Luogo     | C | T | C | T | C | T | C | T | C | T  | T  | C  | T  | C  | T  | C  | T  | T  | C  | T  | C  | T  | C  | T  | C  | T  | C  | C  | T  | C  | T  | C  | T  | C  |
| Risultato | V | N | V | P | V | P | V | N | V | P  | P  | N  | V  | V  | V  | V  | V  | N  | V  | V  | V  | V  | N  | P  | V  | V  | V  | V  | V  | V  | N  | V  | V  | V  |
| Posizione | 3 | 7 | 4 | 7 | 5 | 6 | 6 | 6 | 6 | 6  | 7  | 7  | 6  | 6  | 6  | 6  | 4  | 5  | 4  | 4  | 3  | 3  | 2  | 5  | 3  | 2  | 2  | 2  | 2  | 2  | 2  | 2  | 2  | 2  |

Legenda:

Luogo: C = Casa; T = Trasferta. Risultato: V = Vittoria; N = Pareggio; P = Sconfitta.

### Statistiche dei giocatori
| Giocatore    | Bundesliga | Bundesliga | Bundesliga  | Bundesliga | Coppa di Germania | Coppa di Germania | Coppa di Germania | Coppa di Germania | Coppa UEFA | Coppa UEFA | Coppa UEFA  | Coppa UEFA | Totale   | Totale | Totale      | Totale     |
| Giocatore    | Presenze   | Reti       | Ammonizioni | Espulsioni | Presenze          | Reti              | Ammonizioni       | Espulsioni        | Presenze   | Reti       | Ammonizioni | Espulsioni | Presenze | Reti   | Ammonizioni | Espulsioni |
| ------------ | ---------- | ---------- | ----------- | ---------- | ----------------- | ----------------- | ----------------- | ----------------- | ---------- | ---------- | ----------- | ---------- | -------- | ------ | ----------- | ---------- |
| U. Bracht    | 21         | 1          | 2           | 0          | 1                 | 0                 | 0                 | 0                 | 2          | 0          | 0           | 0          | 24       | 1      | 2           | 0          |
| D. Burdenski | 34         | 0          | 2           | 0          | 2                 | 0                 | 0                 | 0                 | 6          | 0          | 0           | 0          | 42       | 0      | 2           | 0          |
| M. Böhnke    | 13         | 0          | 0           | 0          | 1                 | 0                 | 0                 | 0                 | 4          | 0          | 0           | 0          | 18       | 0      | 0           | 0          |
| K. Fichtel   | 33         | 0          | 2           | 0          | 2                 | 0                 | 0                 | 0                 | 6          | 0          | 0           | 0          | 41       | 0      | 2           | 0          |
| K. Funk      | 0          | 0          | 0           | 0          | 0                 | 0                 | 0                 | 0                 | 0          | 0          | 0           | 0          | 0        | 0      | 0           | 0          |
| R. Gruber    | 28         | 3          | 6           | 0          | 2                 | 0                 | 0                 | 0                 | 5          | 1          | 0           | 0          | 35       | 4      | 6           | 0          |
| M. Haskamp   | 4          | 0          | 0           | 0          | 0                 | 0                 | 0                 | 0                 | 2          | 0          | 0           | 0          | 6        | 0      | 0           | 0          |
| G. Hermann   | 1          | 0          | 0           | 0          | 0                 | 0                 | 0                 | 0                 | 0          | 0          | 0           | 0          | 1        | 0      | 0           | 0          |
| K. Kamp      | 18         | 0          | 0           | 0          | 1                 | 0                 | 0                 | 0                 | 5          | 0          | 0           | 0          | 24       | 0      | 0           | 0          |
| N. Meier     | 31         | 11         | 2           | 0          | 1                 | 0                 | 0                 | 0                 | 6          | 5          | 0           | 0          | 38       | 16     | 2           | 0          |
| B. Möhlmann  | 32         | 6          | 1           | 0          | 2                 | 1                 | 0                 | 0                 | 6          | 0          | 0           | 0          | 40       | 7      | 1           | 0          |
| F. Neubarth  | 18         | 6          | 0           | 0          | 2                 | 0                 | 0                 | 0                 | 1          | 0          | 0           | 0          | 21       | 6      | 0           | 0          |
| Y. Okudera   | 34         | 4          | 1           | 0          | 2                 | 0                 | 0                 | 0                 | 6          | 1          | 0           | 0          | 42       | 5      | 1           | 0          |
| J. Otten     | 34         | 0          | 0           | 0          | 2                 | 1                 | 1                 | 0                 | 6          | 0          | 0           | 0          | 42       | 1      | 1           | 0          |
| U. Reinders  | 20         | 8          | 3           | 0          | 1                 | 1                 | 0                 | 0                 | 1          | 1          | 0           | 0          | 22       | 10     | 3           | 0          |
| T. Schaaf    | 21         | 1          | 0           | 0          | 1                 | 1                 | 0                 | 0                 | 5          | 0          | 0           | 0          | 27       | 2      | 0           | 0          |
| W. Sidka     | 31         | 7          | 0           | 0          | 2                 | 0                 | 0                 | 0                 | 5          | 0          | 0           | 0          | 38       | 7      | 0           | 0          |
| N. Siegmann  | 27         | 4          | 6           | 0          | 2                 | 0                 | 0                 | 0                 | 6          | 0          | 0           | 0          | 35       | 4      | 6           | 0          |
| R. Völler    | 31         | 23         | 3           | 0          | 1                 | 2                 | 0                 | 0                 | 4          | 5          | 0           | 0          | 36       | 30     | 3           | 0          |